# 串木野港

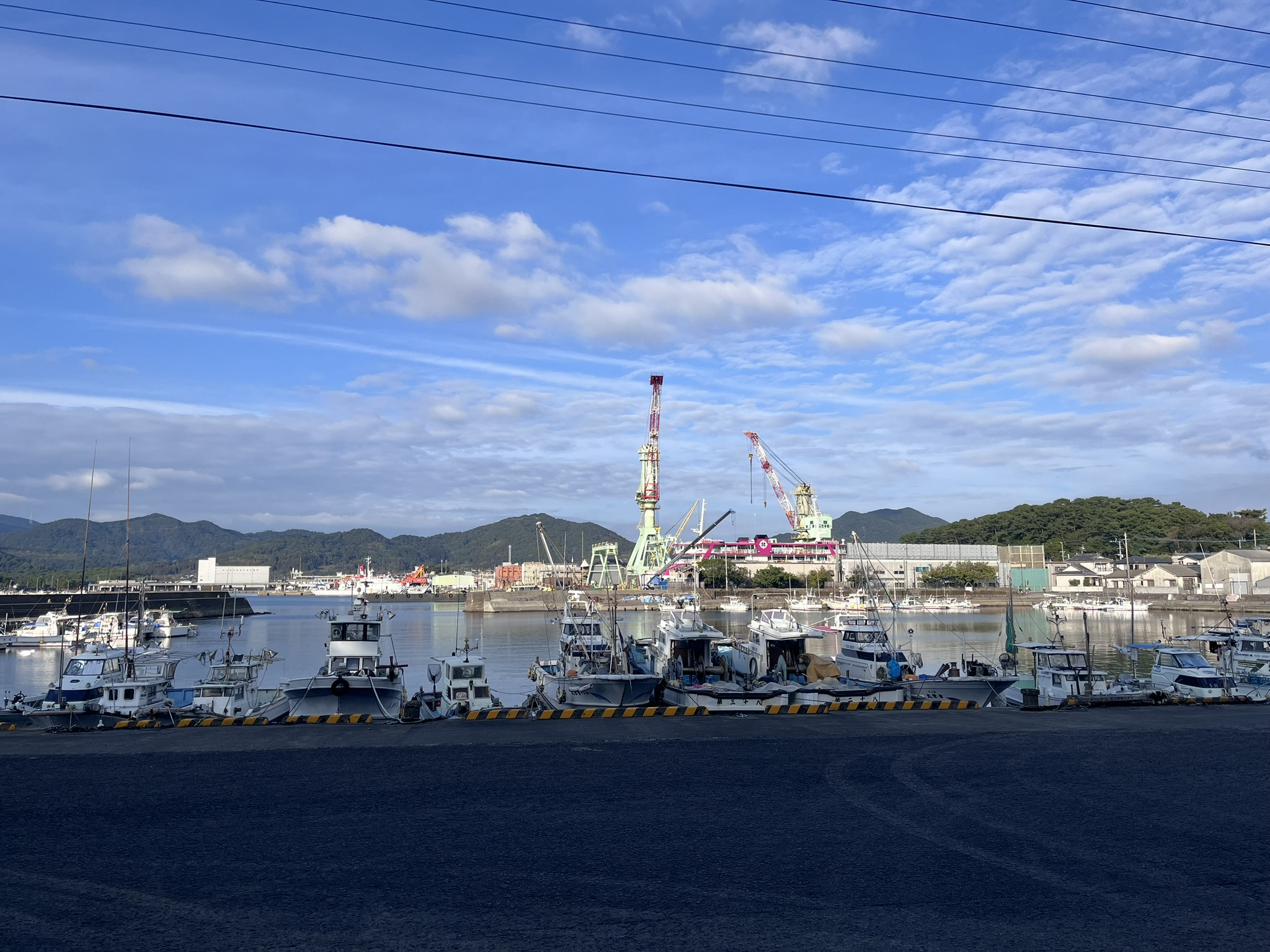
小瀬港から串木野漁港を望む

串木野港（くしきのこう 英語: Kushikino Port）は、九州南部西岸の鹿児島県いちき串木野市にある、東シナ海に面した港湾である。

## 概要
吹上浜の北端、東シナ海に突出した長崎鼻と呼ばれる岬の南側にある島平港と屋敷港、長崎鼻の北側にある小瀬港とその北西にある串木野漁港と串木野漁港外港、および五反田川河口の北方にある串木野新港からなる。串木野新港の北西約6キロメートルに羽島港がある。
島平港、屋敷港および小瀬港は沿岸漁業の拠点であり、串木野漁港及び外港は大型マグロ漁船や商船などの基地である。串木野新港は甑島列島などへ向かうフェリーの発着港となっており、周辺は西薩中核工業団地として整備されている。

## 歴史
串木野港が最初に文献に登場するのは1592年（天正20年5月）であり、文禄の役の際に島津義久が立ち寄ったとされている。続く慶長の役で朝鮮から連行され、後に薩摩焼の始祖となる陶工が島平浦（後の島平港）から上陸している。
1712年（正徳2年7月17日）、港の沖に西洋の大型船が現れ役人が追い返すという事件があった。江戸時代後期の地誌『三国名勝図会』において人口約3500名、薩摩藩内最大の漁港として紹介されており、島平浦付近に船が停泊している様子が描かれている。1851年（嘉永4年2月）には「フッキョンドン火事」と呼ばれる大火事があった。1862年（文久2年）から1865年（元治2年）にかけて、島津忠義の指示により小瀬に船泊が設けられた。
江戸時代における主要な海産物はイワシ、ナマコ、アワビであり、それぞれ干イワシ、煎ナマコ、干アワビなどに加工され大阪などの市場へ出荷された。また、長崎港を経由して中国大陸方面へも輸出された。藩の取り決めにより、海産物の取引は港ではなく浜町で行われていた。1838年（天保9年）頃に鰹節の製造が始まり、その利潤は調所広郷の改革に貢献した。

### 遠洋漁業のはじまり
1877年（明治10年）に起きた西南戦争の軍資金とするため、港周辺に広がっていた魚つき林が伐採されてしまったことから漁獲量が急減した。このため今村太平次が遠洋漁業を始めることを思い立ち、1879年（明治12年）から朝鮮近海でのサバ漁を始めて成功を収めた。1889年（明治22年）には生きたサバを餌として用いるマグロ延縄漁が開発され漁獲量が向上した。1913年（大正2年）6月に串木野本浦漁業組合が発足している。
昭和初期においては長崎港を中継拠点とした対馬近海、油津港を中継拠点とした四国沖の太平洋、釜石港や八戸港を中継拠点とした三陸沖が主要な漁場であった。また、フィリピン沖の太平洋にも進出が試みられた。1929年（昭和4年）の水揚げ高は150万円であった。

### 大正・昭和初期の拡張
1907年（明治40年）頃から港湾の拡張を望む声が上がり、特に1917年（大正6年）、波村仁太郎が発動機船を建造してから船の大型化が進み手狭となった。このような中、1919年（大正8年）4月5日に串木野築港期成同盟会が発足し具体的な準備が始まった。翌1920年12月、鹿児島県議会で小瀬港の北側に新しい港湾を設けることが決まり、1921年（大正10年）11月2日に着工、同年12月14日には盛大に起工式が執り行われた。当初は1927年までの7年計画であった。
ところが工事関係者は当初の拡張計画では不十分と考え新たな拡張計画を立て、県議会の了承を得ないまま工事を行ってしまった。このため議会が紛糾し、工事は約1年間中断した。議論の末、1928年（昭和3年）12月に県議会で拡張案の変更が了承された。総面積30900坪の埋め立てという当時の鹿児島県内では最大の港湾整備事業となった。資金不足の問題などから着工が遅れ1930年（昭和5年）になってようやく工事が始まった。
当初は1933年までの3年計画であったが、1930年7月に暴風雨の被害を受けるなどして1932年（昭和7年）には再び資金不足に見舞われ工期が延長されている。新しい港湾施設すなわち串木野漁港は1937年（昭和12年）6月にようやく完成した。一連の拡張工事には16年の歳月と205万円の費用を要した。

### 戦中・戦後
1937年（昭和12年）に日中戦争が始まると燃料代が高騰し遠洋漁業は困難となった。1941年（昭和16年）に太平洋戦争が始まると多くの漁船が軍隊に徴用された。1945年（昭和20年）には空襲を受け港湾設備は大きな打撃を受けた。
終戦後の1945年10月、残された小型漁船を使ってイワシ刺し網漁が再開された。戦後の食糧難の中で魚は貴重な蛋白源として需要が高く、港は活気を取り戻した。翌1946年から港湾の修理が始まり1949年（昭和24年）に完了した。1951年（昭和26年）9月に第3種漁港に指定されている。同年10月にルース台風が襲い5億8千万円の被害を受け、災害復旧資金を元にして大型マグロ漁船が建造された。
1953年（昭和28年）になると李承晩ライン制定に伴って大韓民国近海の漁場が使えなくなり、代わって尖閣諸島近海のカジキ・マグロ漁に進出したが、この地区もアメリカ軍の演習場に指定されたため使えなくなってしまった。このため1956年（昭和31年）7月から北洋漁業に進出している。1950年代から1970年代にかけての串木野港を拠点とした遠洋漁業は、日本近海に加えてミクロネシア、ハワイ、オーストラリア近海などの太平洋、遠くはインド洋、大西洋にまで及んだ。

### 昭和後期の拡張
1975年（昭和50年）から旧串木野港の北側に串木野新港の建設が始められている。また、1987年（昭和57年）から旧串木野港の西側に串木野漁港外港の建設が始められた。